# Acanthocinus angulosus
Acanthocinus angulosus es una especie de escarabajo longicornio del género Acanthocinus, tribu Acanthocinini, subfamilia Lamiinae. Fue descrita científicamente por Casey en 1913.
La especie se mantiene activa durante los meses de julio y agosto.

## Descripción
Mide 11-17 milímetros de longitud.

## Distribución
Se distribuye por Estados Unidos.